# Костомка (приток Рузы)
Костомка — река в Московской области России, левый приток Рузы.
На карте Московской губернии 1860 года Ф. Ф. Шуберта и в «Каталоге рек и озёр Московской губернии» 1926 года И. А. Здановского — Кастомка.
Протекает в южном направлении через смешанные, местами сырые, леса и поля по территории городского округа Шаховская и Волоколамского городского округа. Длина — 10 км.
Берёт начало у деревни Татьянино, к югу от платформы 141 км Рижского направления Московской железной дороги, впадает в Рузу у деревни Красная Гора, в 12 км выше Рузского водохранилища, где на реке образована запруда.
Питание в основном происходит за счёт талых снеговых вод. Замерзает в середине ноября, вскрывается в середине апреля:7—8. Имеет левый приток — речку Сезеневку.
Помимо вышеуказанных населённых пунктов на реке расположены деревни Высоково и Кобылино.